# Эркин (село)
Эркин (кирг. Эркин) — село в Кара-Сууском районе Ошской области Кыргызстана. Входит в состав Сарайского айылного аймака.

## География
Село расположено в северо-западной части области, на берегах канала Савай, на расстоянии приблизительно 3 километров (по прямой) к юго-востоку от города Кара-Суу, административного центра района. Абсолютная высота — 797 метров над уровнем моря.

## Население
Согласно оценочным данным Национального статистического комитета Кыргызской Республики, численность населения села на начало 2023 года составляла 4142 человека.
| год     | 2009 | 2014 | 2015 | 2020 | 2021 | 2023 |
| ------- | ---- | ---- | ---- | ---- | ---- | ---- |
| человек | 3018 | 3312 | 3150 | 3878 | 4070 | 4142 |